# Turó de Cal Fonso
El Turó de Cal Fonso és una muntanya de 184 metres que es troba al municipi de Sant Esteve Sesrovires, a la comarca catalana del Baix Llobregat.